# Tommy Smith (cestista)
Tommy Lee Smith (Phoenix, 4 dicembre 1980) è un ex cestista statunitense.

## Carriera
È stato selezionato dai Chicago Bulls al secondo giro del Draft NBA 2003 (53ª scelta assoluta).

## Palmarès
- Coppa di Croazia: 1

Spalato: 2004